# 丘延翰
丘延翰，唐朝風水名師。山西聞喜縣人。
《古今圖書集成·堪輿部彙考》：「按《地理正宗》丘延翰師范越鳳。按《山西通志》，丘延翰，聞喜縣人。永徽時有文名。游泰山於石室中，遇神人授玉經，即《海角經》也。洞曉陰陽，依法扦擇，罔有不吉。開元中，為縣人卜葬地，理氣交見。太史奏曰：『河東聞喜有天子氣。』朝廷忌之，使斷所扦山，詔捕之，大索弗獲。詔原其罪，詣闕，陳陰陽之說，以《天機》等書進呈，秘以《金函玉篆》，號八字天機，拜亞大夫之官，祀三仙祠。」由於《古今圖書集成．堪輿部彙考》考據認為其中頗見矛盾之處，故而特別加註：「按《地理正宗》延翰師（范）越鳳，鳳乃楊公高弟，楊乃（唐）僖宗時人；而《通志》以延翰為高宗時人，未知正宗何據，故依原本次之。」

## 著作
託名丘延翰之風水著作甚多；惟術家多言《海角經》、《金函玉篆》、《天機素書》等書為丘延翰所撰；然根據《宋史．藝文志》提到丘延翰所著有《金鏡圖》一卷而已。
另外，傳言風水羅盤為丘氏所發明之說，實屬無稽，缺乏證據。